# Янышев, Михаил Петрович

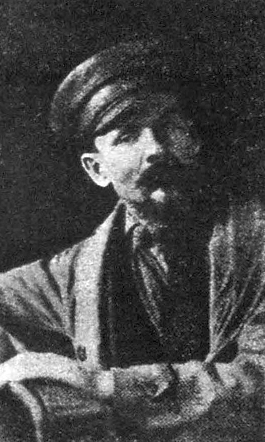
Михаил Петрович Янышев

Михаил Петрович Янышев (30 августа (11 сентября) 1884, с. Жаворонково, Юрьевский уезд, Владимирская губерния — 25 июня 1920, в районе посёлка Гохгейм, ныне с. Переможное Васильевского района Запорожской области) — участник революционных событий 1905 года, один из организаторов Федерации русских социалистов Социалистической партии Америки, участник Великой Октябрьской социалистической революции, председатель Московского революционного трибунала, член Московской ЧК по борьбе с контрреволюцией, комиссар Гражданской войны.

## Биография
Родился в селе Жаворонково Юрьевского уезда Владимирской губернии (ныне — Гаврилово-Посадский район Ивановской области) в крестьянской семье.
С 1898 года был рабочим в Ярославле и Иваново-Вознесенске, где участвовал в стачке 1905 года. В 1905 году вступил в РСДРП. С 1906 года в эмиграции в Германии, США; работал матросом. Был одним из организаторов Федерации русских социалистов Социалистической партии Америки.
В апреле 1917 года вернулся в Россию, работал в Московском областном бюро РСДРП(б). Участник октябрьских боев в Москве за Советскую власть, затем член исполкома Моссовета, председатель Московского ревтрибунала, член коллегии Московского ЧК, член ВЦИК. Во время наступления войск генерала Юденича под Петроградом (весна 1919 года) командовал отрядом московских коммунистов.
В ноябре 1919 года был назначен военным комиссаром 15-й Инзенской стрелковой дивизии на Южном фронте. Погиб в штыковой атаке в бою 25 июня 1920 года под посёлком Гохгейм.
Похоронен 13 июля 1920 года на Красной площади у Кремлёвской стены.
Именем М. П. Янышева в 1920 году была названа Триумфальная площадь в Москве, но переименование не было утверждено. С 1957 по 1996 год его имя носил Крестовоздвиженский переулок. В городе Ейске Краснодарского края имя М. П. Янышева носит одна из улиц.